# رون تانجين
رون تانجين (بالنرويجية البوكمول: Rune Tangen)‏ هو لاعب كرة قدم نرويجي في مركز الدفاع، ولد في 16 ديسمبر 1964 في موس في النرويج. شارك مع منتخب النرويج تحت 21 سنة لكرة القدم ومنتخب النرويج لكرة القدم. أما مع النوادي، فقد لعب مع تيرول إنسبروك ولاسك لينتس ونادي روسنبورغ.

## وصلات خارجية
- رون تانجين على موقع اتحاد النرويج (النرويجية)
- رون تانجين على موقع قاعدة بيانات كرة القدم.إي يو (الإنجليزية)
- رون تانجين على موقع ناشيونال فوتبول تيمز (الإنجليزية)
- رون تانجين على موقع عالم كرة القدم.نت (الإنجليزية)